# 韓非子
『韓非子』（かんぴし）は、中国戦国時代の法家である韓非の著書。内容は春秋戦国時代の思想・社会の集大成と分析とも言えるものである。

## 韓非の思想
韓非は百家争鳴と呼ばれる中国思想史の全盛期に生まれた政治家である。書中では分かりやすい説話から教訓を引き、徹底的に権力の扱い方とその保持について説いている。
韓非は性悪説を説く儒家の荀子に学んだといわれ、非違の行いを礼による徳化で矯正するとした荀子の考えに対し、法によって抑えるべきだと主張した。

### 思想の背景
韓非の生まれた戦国末期は、戦国七雄と呼ばれる七ヶ国に中国は集約され、春秋五覇の時代を経て徐々に統一の機運と超大国出現の兆しが生まれ始めた時期であった。統一への動きとは無論、諸国の存亡を賭けた戦いの連続であり、国家同士の総力戦でもあった。そして過酷な生存競争は、人材登用の活発化にも繋がっていった。
それまで君主の血統に連なる公子や貴族などによって運営されていた国政も、階級が下の士大夫や素性の知れない遊説の徒などに、君主の権限が委譲されることも珍しいことでは無くなっていた。君主に権力を集中し、それを迅速に適材に委ねる必要があったのである。
しかし、結果として、当時の王権は特定の士大夫や王族に壟断されることが多く、斉（山東省）や晋（山西省）などのように国そのものを奪われてしまう例も起こっていた。そこで韓非は分断され乱脈化した君主の権力を法によって一元化し、体系化することにより強国になるべきだと考えたのである。
これら韓非の思想は、皮肉なことに韓非の出身国である韓ではなく、敵対する秦の始皇帝によって高く評価された。これは秦の孝公の時代に商鞅が法家思想による君主独裁権の確立を済ませていた事が大きく作用している。

## 内容

### 二柄（第七編）
君主が人を従わせる力の源は、刑（＝刑罰）と徳（＝恩賞）にある。悪しき臣下はこの二つを巧みに君主からとりあげようとする。君主は臣下に刑と徳を使わせてはならず、必ず自分が握るようにせねばならない。臣下に不正をさせないためには、刑名を審合する（言ったこととしたことを比べあわせる）のがよい。臣下のこれこれができますと言ったことに合わせて、職務を行わせる。臣下の発言に比べて結果が劣る場合は言ったこととしたことが食い違っているので、必ず処罰する。また臣下の発言に比べて結果が優るときも、同様に言ったこととしたことが食い違っているので処罰する。臣下が君主に取り入ろうとして本性を現さないことが君主の大きな悩みである。そこで君主は自分の好悪を臣下に知られないようにしなければならない。君主の思っていることが分からなければ、臣下に取り入る隙を与えずにすむ。

### 八姦（第九編）
君主を操る八種の害悪について述べている。

#### 八姦の方法（八術）
同床君主と同衾する妻、妾、美女、男色などに通謀する
在旁芸人、近侍など君主のそばに仕える者に阿諛迎合させ君主の判断力を失わせる
父兄親戚や信頼する大臣と通謀する
養殃浪費、遊楽などで君主を満足させ政治を鈍らせる
民萌人気取りの政策をさせて君主を満足させ判断力を失わせる
流行弁士を雇い巧みな弁舌で世間知らずの君主をだます
威強家臣がヤクザや軍人を手なずけてそれを後ろ盾に権勢を振るう
四方外国と通じて圧力をかける、またはクーデターを起こす

#### 八姦の対策
- 女に対しては、伝言や頼みごとは聞き入れない
- 側近に対しては、発言の是非を咎め、余計な口を慎ませる
- 親族に対しては、意見を聴きいれて思わしくなかった場合に必ず処罰し、迂闊な行動がとれないようにする
- 娯楽に関するものは、どうして誰が進上したのか出所を確かめ臣下の一存で取り扱わないようにさせる
- 穀物を供給するなど恩施に関しては、必ず君主の財産から出し臣下が私的に人民を利さないようにする
- 議論では、是と非の両者の言い分を聞き、功罪を判断するようにして口裏を合わせて語らせないようにする
- 威圧に関しては、軍人には功績に見合った褒賞を与え、街でヤクザがはびこらないように処罰し、臣下がこのような者を養わないようにさせる
- 周囲の国に対しては、道理に合わない要求は聞き入れない

### 孤憤（第十一編）
法の力によって君主の元で正しい政治を実現しようとする者（法術の士）と、君主に気に入られ、多くの人を従えて、私利を図り王朝を害している臣下（当途の人）とは相容れない敵どうしである。しかし当途の人は、君主に気に入られており、君主と顔なじみであり、耳に気分のよいことだけを言い、身分が高く、子分を多く従えている。そのような相手に対して、君主のおぼえがなく、新参者で、耳の痛いことを口にし、身分が低く、味方のいない法術の士が勝てる見こみは、全く薄いのである。そしてこの力の差を以って、法術の士は身の危険にさらされる。当途の人は何か罪をでっちあげられるのならば、刑罰を利用して表から殺そうとし、それができなければ刺客を放って裏から殺そうとする。このような状況にあって、当途の人とそれにつきしたがって利益を得ようとする下の者たちが好き勝手にふるまい、有能な者や潔白な者が彼らにはばまれ、政治が腐って王朝をほろぼすのである。

### 亡徴（第十五編）
「〜〜者、可亡也」（〜〜というような場合、政治は危ない、滅びかねない）という形の47条の文を列挙する。列挙される内容は他編とおおよそ同じである。一部趣旨の重複があり、各条は内容によって配列されておらず雑然としており、分類とはいいがたい。
| #  | 原文                                                                                 | 大意 |
| -- | ------------------------------------------------------------------------------------ | --- |
| 1  | 凡人主之国小而家大、権軽臣重者、可亡也                                               | 国は小さいのに臣の家が大きく、王の権力が弱くて臣の権力が強いのは危ない |
| 2  | 簡法禁而務謀慮、荒封内而恃交援者、可亡也                                             | 王が法律を軽んじてはかりごとにばかり関心があり、国内を荒れさせる一方で友好国をあてにしているような状況は危ない |
| 3  | 群臣為学、門子好弁、商賈外積、小民右杖者、可亡也                                     | 家臣たちが（誤った）学問を行い、家臣の子弟が口のうまさばかりよしとし、商人が外国に蓄えを持ち、下々の者が、上に頼るばかりなのは危ない                                                                                             |
| 4  | 好宮室台榭陂池、事車服器玩好、罷露百姓、煎靡貨財者、可亡也                           | 王が建物や器物に凝って人を使い富を浪費するのは危ない |
| 5  | 用時日、事鬼神、信卜筮而好祭祀者、可亡也                                             | 王が日の吉凶や占いや祭り事といった（法家から見れば迷信にすぎない）ことに傾倒しているのは危ない |
| 6  | 聴以爵不待参験、用一人門戸者、可亡也                                                 | 王が業績も調べずに爵を与え、特定の一人の言うことだけで事を判断しているのは危ない |
| 7  | 官職可以重求、爵禄可以貨得者、可亡也                                                 | 有力者の口ぞえがあればそれで役職につくことができ、賄賂で爵禄が得られる状況は危ない |
| 8  | 緩心而無成、柔茹而寡断、好悪無決、而無所定立者、可亡也                               | 王が志に欠け、決断力がなく、（政治を行うに）確固とした方針がないのは危ない |
| 9  | 饕貪而無饜、近利而好得者、可亡也                                                     | 貪欲で利を得ることに走る王がいると危ない |
| 10 | 喜淫乱而不周於法、好弁舌而不求其用、濫於文麗而不顧其功者、可亡也                     | 王がでたらめな処置を行い、法律を厳守せず、それが役立つかということは考えずに弁舌を好み、事の体のよさだけを見てその効果を顧みないのは危ない                                                                                       |
| 11 | 浅薄而易見、漏泄而無蔵、不能周密而通群臣之語者、可亡也                               | 底が浅く考えていることを簡単に見透かされ、意図を隠しておくことができず、配慮があらく、家臣らのいうことをすぐ別の人に言う、そういう人が王であると危ない                                                                           |
| 12 | 狠剛而不和、愎諌而好勝、不顧社稷、而軽為自信者、可亡也                               | 強情で諫言も聞かず、国を顧みず、正しいことかどうか考えずに軽々しく事を行って、自分はよいことをしたと思いこんでいる、そういう性格の人が王であると危ない                                                                           |
| 13 | 恃交援而簡近隣、怙強大之救而侮所迫之国者、可亡也                                     | 友好国をあてにして近くの他国を軽んじ、（自国より強大な）他国が助けてくれるとたかをくくって自国を圧迫してくる国を気にとめないような場合は危ない                                                                                   |
| 14 | 羈旅僑士、重帑在外、上間謀計、下与民事者、可亡也                                     | 外国の出で、しかも家族などが外国にあるような者が政治に広くたずさわるのは危ない |
| 15 | 民信其相、下不能其上、主愛信之而弗能廃者、可亡也                                     | 民が王でなく大臣を信頼し、王もその大臣を信頼してやめさせることができないときは危ない |
| 16 | 境内之傑不事而求封外之士、不以功伐課試、而好以名聞挙措、羈旅起貴、以陵故常者、可亡也 | 国内の有能な人物が官に仕えず、外国の人物を求め、功績でなく評判で人事を行い、自国の古参の者にかわって外国の出の者が高い地位につく、そのような状況は危ない。                                                                       |
| 17 | 出君在外而国更置、質太子未反而君易子、如是則国携、国携者、可亡也                     | 亡命して国外に王がいるが（国内の勢力が）別の王を立てる、人質となっている太子が帰ってこないうちに（王が）別の子を太子とする。そうなると人心が離れるので、危ない。                                                                 |
| 18 | 挫辱大臣而狎其身、刑戮小民而逆其使、懐怒思恥、而専習則賊生、賊生者、可亡也           | 大臣に恥をかかせてなれなれしくあつかい、民を多く処刑して使役の仕方もまちがっていると、恨みをもたれ反乱が頻発する。反乱が起きれば国は危ない。                                                                                     |
| 19 | 大臣両重、父兄衆強、内党外援、以争事勢者、可亡也                                     | 大臣の間に二つの強い勢力があり、また君主の親族が力を持ち、国の内外の者と手を結んで勢力を争うような状況は危ない |
| 20 | 婢妾之言聴、愛玩之知用、外内悲惋、而数行不法者、可亡也                               | 王が個人的にかわいがっている者たちの言うことが政治に用いられ、国には悲しみ怨む者が多く、王がしばしば不法を行う状況は危ない |
| 21 | 簡侮大臣、無礼父兄、労苦百姓、殺戮不辜者、可亡也                                     | 家臣を馬鹿にし、親族に礼を用いず、民を苦しめ、罪のない者を殺す、そのような人が王であると危ない。 |
| 22 | 好以知矯法、時以私雑公、法禁変易、号令数下者、可亡也                                 | （王が）こうしたらいいという一存で取り決めをいじり、時に私的な都合が公に入りこみ、法律の内容が簡単に変わり、（内容のちがう）命令がたびたびくり返される、そのような状況は危ない。                                                 |
| 23 | 無地固、城郭悪、無蓄積、財物寡、無守戦之備、而軽攻伐者、可亡也                       | 地形による守りがなく、城壁の質は悪く、蓄えもなく、財物も少なく、防御の用意もないのに他国を軽々しく攻撃するのは危ない。 |
| 24 | 種類不寿、主数即世、嬰児為君、大臣専制、樹羈旅以為党、数割地以待交者、可亡也         | 王家の者がみな短命で、頻繁に王がかわり、また赤子が王となり、大臣が権力を一手に握り、外国の出の者に徒党を作らせ、たびたび土地をさしだして（強国との）友誼を期待している、そのような状況は危ない                                   |
| 25 | 太子尊顕、徒属衆強、多大国之交、而威勢蚤具者、可亡也                                 | 太子の地位が高く、味方が多く、大国とのつながりがあり、即位より前に強大な力を持っていると危ない |
| 26 | 変褊而心急、軽疾而易動発、必狷忿而不訾前後者、可亡也                                 | 王が移り気で思い立つとすぐ行動に移して失敗すると腹を立てて前後を顧みないのは危ない |
| 27 | 主多怒而好用兵、簡本教而軽戦攻者、可亡也                                             | 王が怒りにまかせてすぐ戦に走り、農業や練兵を顧みず軽々しく他国を攻めるのは危ない。 |
| 28 | 貴臣相妬、大臣隆盛、外藉敵国、内困百姓、以攻怨讎、而人主弗誅者、可亡也               | 高位の家臣の仲が悪く、大臣が権力を持ち、外国の力を借り、民を苦しめて、互いに争っているのに、王がそれを処罰できない状況は危ない                                                                                                   |
| 29 | 君不肖而側室賢、太子軽而庶子伉、官吏弱而人民桀、如此則国躁、国躁者、可亡也           | 王が無能で近親者に有能な者がいる、または太子の力が弱く妾腹の子がそれと同じぐらい力を持っている、または官吏の力が弱く民を抑えられない、そのような状況であると国は不穏になり、危ない。                                             |
| 30 | 蔵怨而弗発、懸罪而弗誅、使群臣陰憎而愈憂懼、而久未可知者、可亡也                     | 王が怨みをしまったままにしておき、罪人をそのままにしておき、そのために家臣らが王を憎み、ますます恐れを抱き、そのまま事が分からずにいると危ない。                                                                                 |
| 31 | 出軍命将太重、辺地任守太尊、専制擅命、径為而無所請者、可亡也                         | 出征する際に将に権限を与えすぎたり、辺地の防備にあたる将の地位が高すぎたりして、将が自分ですべて事を行い、上からの統制がない状況は危ない                                                                                         |
| 32 | 后妻淫乱、主母畜穢、外内混通、男女無別、是謂両主。領主者、可亡也                     | 王の妻や母が姦通を行い、内（宮）と外（朝廷）の者が出入りし、男女の秩序がない。これを両主（＝二勢力ができる）という。両主は危ない                                                                                                 |
| 33 | 后妻賎而婢妾貴、太子卑而庶子尊、相室軽而典謁重。如此則内外乖。内外乖者、可亡也       | 后や正室が低く下女や妾が高くあつかわれ、太子の地位が低く庶子の地位が高く、宰相が軽んじられて（謁見をつかさどる官で本来政治的な権限は弱い）典謁が重んじられる、そのような状況は危ない                                             |
| 34 | 大臣甚貴、偏党衆強、壅塞主断而重、擅国者、可亡也                                     | 大臣の力が強く、またそれに従う徒党が多く、王が正しい判断をできないようにしてしかも権威を持ち国を思うままに動かすような状況は危ない                                                                                               |
| 35 | 私門之官用、馬府之世絀、郷曲之善挙、官職之労廃、貴私行而賎公功者、可亡也             | 権力のある家の者が官として（高く）用いられ、（功を挙げた）代々の軍人の家の者はたっとばれず、町で私的に善行を行う者は賞せられるが、官にあってはたらいた者は功績を認められず、私の行いがたたえられても公の功が無視されると危ない。 |
| 36 | 公家虚而大臣実、正戸貧而寄寓富、耕戦之士困、末作之民利者、可亡也                     | 王家の倉は空で大臣の家の倉は満ち、もとからいる民は貧しく外から来た者は富み、耕作に励み戦では命をかける（本来たたえられるべき）者は生活が苦しいのに、（商工業など）大したことのないなりわいの者が潤うのは危ない。                 |
| 37 | 見大利而不趨、聞禍端而不備、浅薄於争守之事、而務以仁義自飾者、可亡也                 | 大きな利益のあることがあっても手を出さず、災いのきっかけを見ても備えず、争う、防ぐといったことに意欲が薄く、仁義で自分を飾るような人が王であると危ない                                                                           |
| 38 | 不為人主之孝而慕匹夫之孝、不顧社稷之利、而主母之令、女子用国、刑余用事者、可亡也     | 王が王としての正しい行いをせずに一個人の孝をよしとし、国政を顧みず、母親のいうことを用い、また女や宦官が国を動かしているのは危ない                                                                                               |
| 39 | 辞弁而不法、心知而無術、主多能而不以法度従事者、可亡也                               | 王が能弁で賢く何でもできるが法術（＝形式的なとりきめを守らせることで秩序を実現すること）を無視するような場合は危ない |
| 40 | 新臣進而故人退、不肖用事而賢良伏、無功貴而労苦賎、如是則下怨、下怨者、可亡也         | 新参の者ばかり栄進して古参の者が退けられ、無能な者が政務を行い有能な者が地位につけず、功績のない者が大事にされ骨折ってはたらいた者が下に見られる、そのようなとき下の者は怨み、危ない。                                           |
| 41 | 父兄大臣禄秩過功、章服侵等、宮室供養太侈、而人主弗禁、則臣心無窮。臣心無窮者、可亡也 | 君主の親戚や大臣が功績に合わない禄を受け、身分を表す印や服が分を逸しており、住居や食事が奢侈であり、王がそれを禁ずることがままならないと、臣はやむところを知らず、危ない                                                         |
| 42 | 公壻公孫与民同門、暴傲其鄰者、可亡也                                                 | 君主の孫や娘婿が同じところに住み、近隣に横暴をふるうのは危ない |

### 備内（第十七編）
人を信じることは、君主にとって禍の源である。人を信じればその人にしてやられる。臣下が君主のいうことを聞くのは権力によってやむを得ず従っているというだけのことであり、臣下は常に君主にあだをなそうと狙っている。そして悪しき臣下は君主の妻や子も利用してくる。君主は身内の人間であっても信頼してはならない。また君主の妻には、夫に死んでほしいと思う動機が存在する。男は年をとっても女遊びをやめないが、女はだんだん容姿が衰えてくる。すると次第に夫に疎まれるようになり自分の子が世継ぎになれるかにも不安が生ずる。また夫が死んで自分の子が君主になれば、君主の母親ということで政治に口を出すこともでき、自由に男をはべらすこともできる。そのようなわけで君主は妻による暗殺に注意せねばならない。

### 五蠹（第四十九編）
伝説の禅譲（堯と、舜）について述べている。「当時は宮廷といえども現在の門番にすら劣るような生活水準であり、『天下を譲る』といってもたいしたことではなかった。ところが今や県令ですら、その死後も子孫が豊かに暮らせるほどの財産を得ており、人々は地位をとても重視している。地位の値打ちは古代では天子ですら軽く、現代では県令ですら重いが、これは全てそれによる実利の違いによるものである」

## 韓非子が出典の成語
- 矛盾
- 想像（群盲象を撫でる）
- 巧詐は拙誠に如かず
- 守株
- 逆鱗
- 箕子の憂い
- 三人成虎
- 郢書燕説
- 唯々諾々
- 信賞必罰
- 形名参同

## 受容
『漢書』芸文志に「韓子五十五篇」とあるように、元々は『韓子』という題名だったが、唐代の韓愈の尊称と区別するため『韓非子』と呼ばれるようになった。
清代末期の考証学者の王先慎は、その成果を集大成した注釈書『韓非子集解』を著した。江戸時代中後期の日本では、荻生徂徠、芥川丹邱、津田鳳卿、太田方（全斎）、藤沢南岳らが注釈書を著した。なかでも太田による『韓非子翼毳』は、十年近い歳月を費やした大著であり、今日でも高く評価されている。明治時代には、田岡嶺雲らが『韓非子』の思想を西洋のマキャベリと類似視して高く評価した。

## 全訳・注解
- 竹内照夫注解 『韓非子　新釈漢文大系 11・12』明治書院、1960-1964年
- 小野沢精一注解 『韓非子　全釈漢文大系 20・21』集英社、1975-1978年

### 文庫・新書での訳注
- 本田済訳注 『韓非子』 筑摩書房〈筑摩叢書〉、1969年、復刊1985年
  - 本田済訳注 『韓非子』 ちくま学芸文庫（上下）、1996年
  - 本田済訳注 『韓非子 全現代語訳』 講談社学術文庫、2022年
- 町田三郎訳注 『韓非子』 中公文庫（上下）、1992年
- 金谷治訳注 『韓非子』 岩波文庫（全4巻）、1994年
- 竹内照夫訳著『韓非子 新書漢文大系13』明治書院、2002年。篠田幸夫編・抜粋版

### 解説
- 安能務 『韓非子』（上下）、文藝春秋　1997年、文春文庫、2000年
- 冨谷至『韓非子　不信と打算の現実主義』中公新書、2003年
- 貝塚茂樹 『韓非』講談社学術文庫、2003年。新版
- 西川靖二 『韓非子　中国の古典』角川ソフィア文庫、2005年。入門書・抜粋訳
- 加地伸行『韓非子　悪とは何か』産経新聞出版、2022年。新版選書